# Štefan Šemrov
Štefan Šemrov, slovenski častnik, veteran vojne za Slovenijo, * 1955 Vrh nad Laškim, † 2006.

## Vojaška kariera
- poveljnik, 38. vojaško teritorialno poveljstvo Slovenske vojske (2002)
- načelnik štaba 8. PŠTO, (1991)

## Odlikovanja in priznanja
- zlata medalja generala Maistra z meči (31. januar 1992)
- bronasta medalja generala Maistra (12. maj 1999)
- spominski znak Obranili domovino 1991
- spominski znak Načelniki pokrajinskih štabov TO 1991 (25. februar 1998)
- srebrni častni znak svobode Republike Slovenije (2005)